# 拉普兰登
拉普兰登 (由轻型安全气囊保护的登录仪)是一个轻质太空探测器的原型，该太空测量器主要用于在电离层的测量。 当太空探测仪回归地表时, 在电离层测得的数据信息需要完好无损, 探测仪自身需要循环利用, 为此, 拉普兰登登录仪的设计在于利用气囊空气制动性能及减震性能, 完全保护轻质太空测量器. 电离层在造成极光和干扰卫星通信的过程中有复杂的基理. 在拉普兰登探测器的未来设计蓝图里, 它将具备多点探测性能, 这会对了解电离层的复杂影响有极大的帮助. 

## Rexus 飞行
拉普兰登于2009年被选为Rexus学生火箭项目的一员. 它将于2010年三月	
由探空火箭运载于Esrange Space Center欧洲探空火箭发射场发射. 此火箭为无导自旋火箭, 由改进的奧賴恩马达做驱动, 能运载载荷至远地点100千米处, 即进入宇宙的边界. 这项项目由瑞典航天局(SNSB),德国航天局(DLR)及欧洲航天局(ESA)协力赞助.

## 飞行特性
为了重组飞行数据, 拉普兰登将记录一下参数:
- 三轴加速器
- 三轴转速
- 三个部件的磁场
- 温度 (对载荷各个部分进行测量)
- GPS 原始数据

最后一项的测量仪器是由美国纽约康奈尔大学提供. 此仪器是一个创新微型GPS系统. 与一般GPS不同的是,它可以定位飞行姿态. 这一信息是通过测量从两个天线间传来的GPS信号相位差获得的.

## 项目开展
2008年起, 拉普兰登项目开始于斯德哥尔摩瑞典皇家理工学院Alfvén 实验室

### 拉普兰登小组成员
拉普兰登小组的组成成员为 :
整体事宜:

- Dr. Nickolay Ivchenko, 项目总监, Sweden
- Torbjörn Sundberg, 组长, PhD, Sweden

结构力学 及 空气动力学及力学 :

- Patrtik Ahlen, 航天航空硕士, 瑞典
- Xin Li, 航天航空硕士, 中国
- Erik Sund, 航天航空硕士, 瑞典
- Matias Wartelski, 航天航空硕士, 西班牙
- Christian Westlund, 航天航空硕士, 瑞典

电子工程 :
- Malin Gustafsson, 电子工程硕士, 瑞典
- Mattias Hedberg, 电子工程硕士, 瑞典
- Christian Jonsson, 电子工程硕士, 瑞典
- Johan Juhlén, 电子工程硕士, 瑞典
- Oliver Neuner, 电子工程硕士, 德国
- Joakim Sandström, 电子工程硕士, 瑞典
- Johan Thelander, 电子工程硕士, 瑞典

## 标注
- 空间探测器

## 链接
- - 官方网站
- （页面存档备份，存于） - 拉普兰登博客 (建于 2009-03-13)
- - Experts select future REXUS/BEXUS experiments
- （页面存档备份，存于） - REXUS BEXUS - Rocket and Balloon Experiments for University Students